# 그레이트 월 세이프
그레이트 월 세이프(영어: Great Wall Safe, 중국어: 长城赛佛, 병음: Chángchéng Sàifó)는 만리장성 자동차에서 2002년부터 2009년까지 생산했던 SUV이다.